# I liga polska w piłce siatkowej mężczyzn (2020/2021)
I liga polska w piłce siatkowej mężczyzn (Tauron 1. Liga) 2020/2021 – 16. sezon rozgrywek siatkarskich (po raz 3. jako liga profesjonalna) organizowanych przez Polska Liga Siatkówki SA na drugim poziomie ligowym.

## System rozgrywek
Zmagania toczą się dwuetapowo:
- Etap I (dwurundowa faza zasadnicza) – przeprowadzona w formule ligowej, systemem kołowym (tj. "każdy z każdym – mecz i rewanż") Faza zasadnicza, klasyfikacja generalna – uwzględnia wyniki wszystkich rozegranych meczów, łącznie z meczami rozegranymi awansem. Punktacja: 3 pkt za wygraną 3:0 i 3:1, 2 pkt za wygraną 3:2, 1 pkt za porażkę 2:3, 0 pkt za przegraną 1:3 i 0:3.

Kolejność w tabeli po każdej kolejce rozgrywek (tabela) ustalana jest według liczby zdobytych punktów meczowych. W przypadku równej liczby punktów meczowych o wyższym miejscu w tabeli decyduje:
1. liczba wygranych meczów
2. lepszy (wyższy) stosunek setów zdobytych do straconych
3. lepszy (wyższy) stosunek małych punktów zdobytych do małych punktów straconych

Jeżeli mimo zastosowania powyższych reguł nadal nie można ustalić kolejności, o wyższej pozycji w tabeli decydują wyniki meczów rozegranych pomiędzy zainteresowanymi drużynami w danym sezonie.
- Etap II (faza play-off) – przeprowadzona w systemem pucharowym. Przystąpi do niej 8 najlepszych drużyn po fazie zasadniczej.

Runda 1.
(O miejsca 1-8) - O tytuł mistrza TAURON 1. Ligi grają drużyny, które po zakończeniu fazy zasadniczej rozgrywek zajęły w tabeli miejsca od 1 do 8. Drużyny z miejsc 1-8; 2-7; 3-6; 4-5 utworzą pary meczowe, które zagrają o miejsca w 1/2 finału do dwóch wygranych meczów ze zmianą gospodarza po każdym meczu. Gospodarzami pierwszych spotkań będą zespoły, które po fazie zasadniczej rozgrywek zajęły wyższe miejsce w tabeli. 
Runda 2.
(O miejsca 1-4) - Zwycięzcy rywalizacji z rundy 1 zagrają w 1/2 finału o miejsca 1-4. W pierwszym półfinale zagrają zwycięzca rywalizacji 1-8 ze zwycięzcą rywalizacji 4-5. W drugim półfinale zagrają zwycięzca rywalizacji 2-7 ze zwycięzcą rywalizacji 3-6. Drużyny grają do dwóch wygranych meczów ze zmianą gospodarza po każdym meczu. Gospodarzami pierwszych spotkań będą zespoły, które po fazie zasadniczej rozgrywek zajęły wyższe miejsce w tabeli. 
Runda 3.
(O miejsca 5-8) - Przegrani z rundy 1 fazy play off utworzą pary meczowe i zagrają o miejsca 5-6 i 7-8. Drużyny wyżej sklasyfikowane po zakończeniu fazy zasadniczej rywalizować będą o miejsca 5—6, natomiast drużyny niżej sklasyfikowane po zakończeniu fazy zasadniczej zagrają o miejsca 7-8. Drużyny grają dwumecz. Gospodarzami pierwszych spotkań będą zespoły, które po fazie zasadniczej rozgrywek zajęły niższe miejsce w tabeli. Gospodarzami meczów rewanżowych będą zespoły, które po fazie zasadniczej zajęły wyższe miejsce tabeli. Jeżeli po zakończeniu drugiego spotkania stan rywalizacji w meczach będzie wynosił 1:1 to, o wygraniu rywalizacji zadecyduje wygranie „złotego seta” do 15 punktów z dwoma punktami przewagi jednej z drużyn.
(O miejsca 3-4) - Przegrany 1 półfinału gra z przegranym 2 półfinału, do trzech wygranych meczów ze zmianą gospodarza po każdym meczu. Gospodarzem pierwszego spotkania będzie zespół, który po fazie zasadniczej rozgrywek zajął wyższe miejsce w tabeli. 
(O miejsca 1-2) - O tytuł mistrza TAURON 1.Ligi. Zwycięzca 1. półfinału gra ze zwycięzcą 2. półfinału do trzech wygranych meczów ze zmianą gospodarza po każdym meczu. Gospodarzem pierwszego spotkania będzie zespół, który po fazie zasadniczej rozgrywek zajął wyższe miejsce w tabeli.
O kolejności końcowej w przypadku odpadnięcia drużyn w tej samej rundzie i nie rozgrywania meczów o poszczególne miejsca decyduje kolejność po rundzie zasadniczej.   
Drużyny, które zajmą trzy ostatnie miejsca w klasyfikacji końcowej fazy zasadniczej tracą uprawnienia do udziału w rozgrywkach TAURON 1.Ligi w sezonie 2021/2022.
Drużyny, które po zakończeniu fazy zasadniczej zajmą miejsca 9—12 kończą rozgrywki w sezonie 2020/2021.
Drużyna, która zajmie 1 lub 2. miejsce w klasyfikacji końcowej TAURON 1.Ligi i spełni wymogi Regulaminu Profesjonalnego Współzawodnictwa PLS zostanie dopuszczona do udziału w rozgrywkach PlusLigi sezonu 2021/2022..

## Drużyny uczestniczące
| | Uczestnicy poprzedniej edycji    |    |
| --- | -------------------------------- | -- |
| BIE | BBTS Bielsko-Biała               | 2  |
| LUB | LUK Politechnika Lublin          | 3  |
| WRZ | Krispol Września                 | 4  |
| WRO | Gwardia Wrocław                  | 5  |
| TMA | Lechia Tomaszów Mazowiecki       | 6  |
| KLU | KKS Mickiewicz Kluczbork         | 7  |
| KRA | AZS AGH Kraków                   | 8  |
| MJA | MCKiS Jaworzno                   | 9  |
| STO | ZAKSA Strzelce Opolskie          | 10 |
| CZE | Exact Systems Norwid Częstochowa | 11 |
| SIE | KPS Siedlce                      | 12 |
| | Spadek z Plusligi                |    |
| BYD | BKS Visła Bydgoszcz              | 14 |
| | Awans z II ligi                  |    |
| SUL | STS Olimpia Sulęcin              | 1  |
| BAS | BAS Białystok                    | 1  |
| ŚWI | Avia Świdnik                     | 1  |
| Oznaczenia: - kolumna pierwsza – skróty nazw drużyn wpisane na mapie (jeśli ta została zamieszczona), - kolumna trzecia – miejsce zajęte przez daną drużynę w poprzednim sezonie. |                                  |    |

## Rozgrywki

### Runda zasadnicza

#### Tabela
| Lp. | Drużyna                          | Pkt | Mecze | Mecze | Mecze | Rodzaj wyniku | Rodzaj wyniku | Rodzaj wyniku | Rodzaj wyniku | Rodzaj wyniku | Rodzaj wyniku | Sety | Sety | Sety  | Małe punkty | Małe punkty | Małe punkty |
| Lp. | Drużyna                          | Pkt | M     | W     | P     | 3:0           | 3:1           | 3:2           | 2:3           | 1:3           | 0:3           | wyg. | prz. | stos. | zdob.       | str.        | stos.       |
| --- | -------------------------------- | --- | ----- | ----- | ----- | ------------- | ------------- | ------------- | ------------- | ------------- | ------------- | ---- | ---- | ----- | ----------- | ----------- | ----------- |
| 1   | LUK Politechnika Lublin          | 74  | 28    | 24    | 4     | 19            | 5             | 0             | 2             | 1             | 1             | 77   | 17   | 4.53  | 2263        | 1886        | 1.2         |
| 2   | BKS Visła Bydgoszcz              | 70  | 28    | 25    | 3     | 13            | 5             | 7             | 2             | 0             | 1             | 79   | 28   | 2.82  | 2504        | 2150        | 1.16        |
| 3   | BBTS Bielsko-Biała               | 66  | 28    | 23    | 5     | 11            | 8             | 4             | 1             | 2             | 2             | 73   | 31   | 2.35  | 2490        | 2185        | 1.14        |
| 4   | Exact Systems Norwid Częstochowa | 54  | 28    | 19    | 9     | 4             | 10            | 5             | 2             | 2             | 5             | 63   | 47   | 1.34  | 2444        | 2400        | 1.02        |
| 5   | Gwardia Wrocław                  | 51  | 28    | 17    | 11    | 7             | 6             | 4             | 4             | 4             | 3             | 63   | 47   | 1.34  | 2484        | 2367        | 1.05        |
| 6   | Avia Świdnik                     | 48  | 28    | 15    | 13    | 5             | 10            | 0             | 3             | 4             | 6             | 55   | 49   | 1.12  | 2354        | 2317        | 1.02        |
| 7   | KPS Siedlce                      | 47  | 28    | 17    | 11    | 6             | 5             | 6             | 2             | 4             | 5             | 59   | 50   | 1.18  | 2401        | 2394        | 1           |
| 8   | KKS Mickiewicz Kluczbork         | 43  | 28    | 15    | 13    | 4             | 7             | 4             | 2             | 7             | 4             | 56   | 54   | 1.04  | 2522        | 2537        | 0.99        |
| 9   | Lechia Tomaszów Mazowiecki       | 35  | 28    | 11    | 17    | 5             | 2             | 4             | 6             | 6             | 5             | 51   | 61   | 0.84  | 2456        | 2484        | 0.99        |
| 10  | AZS AGH Kraków                   | 31  | 28    | 10    | 18    | 2             | 6             | 2             | 3             | 9             | 6             | 45   | 64   | 0.7   | 2353        | 2501        | 0.94        |
| 11  | ZAKSA Strzelce Opolskie          | 27  | 28    | 9     | 19    | 3             | 4             | 2             | 2             | 7             | 10            | 38   | 65   | 0.58  | 2216        | 2391        | 0.93        |
| 12  | STS Olimpia Sulęcin              | 25  | 28    | 8     | 20    | 4             | 3             | 1             | 2             | 8             | 10            | 36   | 65   | 0.55  | 2208        | 2382        | 0.93        |
| 13  | Krispol Września                 | 25  | 28    | 7     | 21    | 1             | 5             | 1             | 5             | 8             | 8             | 39   | 70   | 0.56  | 2345        | 2503        | 0.94        |
| 14  | BAS Białystok                    | 19  | 28    | 6     | 22    | 0             | 3             | 3             | 4             | 8             | 10            | 34   | 75   | 0.45  | 2300        | 2533        | 0.91        |
| 15  | MCKiS Jaworzno                   | 15  | 28    | 4     | 24    | 2             | 2             | 0             | 3             | 11            | 10            | 29   | 74   | 0.39  | 2164        | 2474        | 0.87        |

Źródło: wyniki.siatka.org
Punktacja: 3:0 i 3:1 – 3 pkt; 3:2 – 2 pkt; 2:3 – 1 pkt; 1:3 i 0:3 – 0 pkt
Zasady ustalania kolejności: 1. liczba punktów; 2. stosunek setów; 3. stosunek małych punktów; 4. bilans w bezpośrednich meczach
     faza play-off
     spadek do II ligi

#### Tabela wyników
| Gospodarz \ Gość1                | KRA | ŚWI | BAS | BIE | BYD | CZE | WRO | SIE | WRZ | TMA | LUB | MJA | SUL | KLU | STO |  |
| -------------------------------- | --- | --- | --- | --- | --- | --- | --- | --- | --- | --- | --- | --- | --- | --- | --- |  |
| AZS AGH Kraków                   | -   | 1:3 | 2:3 | 3:1 | 0:3 | 2:3 | 3:1 | 1:3 | 3:0 | 3:2 | 0:3 | 3:1 | 0:3 | 3:1 | 0:3 |  |
| Avia Świdnik                     | 3:0 | -   | 3:0 | 2:3 | 2:3 | 1:3 | 3:1 | 0:3 | 3:1 | 3:1 | 0:3 | 3:1 | 3:0 | 3:1 | 3:0 |  |
| BAS Białystok                    | 1:3 | 1:3 | -   | 0:3 | 0:3 | 0:3 | 0:3 | 3:2 | 3:2 | 0:3 | 0:3 | 3:1 | 3:1 | 1:3 | 1:3 |  |
| BBTS Bielsko-Biała               | 3:1 | 3:2 | 3:1 | -   | 0:3 | 3:0 | 3:2 | 3:1 | 3:0 | 3:0 | 3:0 | 3:1 | 3:1 | 3:0 | 3:0 |  |
| BKS Visła Bydgoszcz              | 3:1 | 3:0 | 3:1 | 2:3 | -   | 3:0 | 3:2 | 3:0 | 3:0 | 3:2 | 3:2 | 3:0 | 3:0 | 3:0 | 3:0 |  |
| Exact Systems Norwid Częstochowa | 3:1 | 3:1 | 1:3 | 3:1 | 2:3 | -   | 1:3 | 3:0 | 3:1 | 3:2 | 0:3 | 3:1 | 3:0 | 3:2 | 3:1 |  |
| Gwardia Wrocław                  | 3:1 | 3:1 | 3:1 | 1:3 | 0:3 | 3:0 | -   | 3:1 | 3:2 | 3:2 | 0:3 | 3:0 | 3:0 | 3:0 | 3:2 |  |
| KPS Siedlce                      | 3:2 | 1:3 | 3:2 | 0:3 | 2:3 | 3:2 | 3:2 | -   | 3:1 | 3:0 | 1:3 | 3:2 | 3:0 | 3:1 | 3:0 |  |
| Krispol Września                 | 3:1 | 1:3 | 3:2 | 0:3 | 0:3 | 2:3 | 3:1 | 2:3 | -   | 3:1 | 0:3 | 3:1 | 1:3 | 0:3 | 0:3 |  |
| Lechia Tomaszów Mazowiecki       | 3:0 | 3:0 | 3:2 | 1:3 | 2:3 | 2:3 | 3:2 | 1:3 | 1:3 | -   | 3:2 | 3:0 | 3:0 | 1:3 | 3:1 |  |
| LUK Politechnika Lublin          | 3:1 | 3:0 | 3:0 | 3:0 | 3:0 | 3:0 | 3:0 | 3:0 | 3:1 | 3:0 | -   | 3:1 | 3:0 | 3:0 | 3:0 |  |
| MCKiS Jaworzno                   | 0:3 | 0:3 | 3:0 | 0:3 | 1:3 | 1:3 | 0:3 | 0:3 | 3:1 | 1:3 | 0:3 | -   | 2:3 | 0:3 | 3:0 |  |
| STS Olimpia Sulęcin              | 2:3 | 1:3 | 3:0 | 0:3 | 1:3 | 0:3 | 2:3 | 1:3 | 0:3 | 3:0 | 1:3 | 1:3 | -   | 3:1 | 3:1 |  |
| KKS Mickiewicz Kluczbork         | 3:1 | 3:1 | 3:2 | 3:2 | 3:2 | 1:3 | 1:3 | 3:0 | 3:2 | 3:0 | 3:1 | 3:1 | 3:1 | -   | 1:3 |  |
| ZAKSA Strzelce Opolskie          | 1:3 | 3:0 | 3:1 | 1:3 | 1:3 | 1:3 | 0:3 | 0:3 | 3:1 | 2:3 | 0:3 | 3:2 | 0:3 | 3:2 | -   |  |

Źródło: siatka.org (pol.)
1 Drużyna gospodarzy jest wymieniona po lewej stronie tabeli.
Kolory:
  zwycięstwo gospodarzy 3:0 lub 3:1
  zwycięstwo gospodarzy 3:2
  zwycięstwo gości 3:0 lub 3:1
  zwycięstwo gości 3:2

#### Wyniki spotkań
| 23.09.2020 | LUK Politechnika Lublin | 3:0   | UKS Mickiewicz Kluczbork | 25:15, 25:22, 25:18               |
| 23.09.2020 | MCKiS Jaworzno          | 0:3   | Avia Świdnik             | 17:25, 12:25, 24:26               |
| 23.09.2020 | Krispol Września        | 3:2   | BAS Białystok            | 25:15, 19:25, 17:25, 25:22, 15:7  |
| 23.09.2020 | BBTS Bielsko-Biała      | 3:1   | KPS Siedlce              | 25:20, 19:25, 25:22, 25:19        |
| 23.09.2020 | Lechia Tomaszów Maz.    | 2:3   | Norwid Częstochowa       | 15:25, 25:19, 25:13, 22:25, 14:16 |
| 23.09.2020 | Gwardia Wrocław         | 3:1   | AZS AGH Kraków           | 25:19, 23:25, 25:18, 25:15        |
| 23.09.2020 | Olimpia Sulęcin         | 3:1   | ZAKSA Strzelce Opolskie  | 18:25, 25:22, 25:18, 25:20        |
| 23.09.2020 | Visła Bydgoszcz         | pauza |                          |                                   |

| 26.09.2020 | UKS Mickiewicz Kluczbork | 1:3   | ZAKSA Strzelce Opolskie | 24:26, 28:26, 22:25, 17:25 |
| 26.09.2020 | AZS AGH Kraków           | 0:3   | Olimpia Sulęcin         | 28:30, 16:25, 22:25        |
| 26.09.2020 | Norwid Częstochowa       | 1:3   | Gwardia Wrocław         | 22:25, 25:21, 21:25, 16:25 |
| 09.12.2020 | Lechia Tomaszów Maz.     | 1:3   | KPS Siedlce             | 17:25, 21:25, 27:25, 25:27 |
| 26.09.2020 | BAS Białystok            | 0:3   | BBTS Bielsko-Biała      | 21:25, 23:25, 21:25        |
| 26.09.2020 | Avia Świdnik             | 3:1   | Krispol Września        | 25:20, 25:19, 13:25, 25:17 |
| 26.09.2020 | Visła Bydgoszcz          | 3:0   | MCKiS Jaworzno          | 25:17, 25:12, 25:13        |
| 26.09.2020 | LUK Politechnika Lublin  | pauza |                         |                            |

| 03.10.2020 | MCKiS Jaworzno           | 0:3   | LUK Politechnika Lublin | 21:25, 24:26, 14:25               |
| 06.10.2020 | Krispol Września         | 0:3   | Visła Bydgoszcz         | 21:25, 21:25, 11:25               |
| 03.10.2020 | BBTS Bielsko-Biała       | 3:2   | Avia Świdnik            | 21:25, 23:25, 28:26, 25:14, 15:8  |
| 04.10.2020 | Lechia Tomaszów Maz.     | 3:2   | BAS Białystok           | 30:28, 25:27, 22:25, 25:22, 15:13 |
| 08.11.2020 | Gwardia Wrocław          | 3:1   | KPS Siedlce             | 21:25, 25:17, 25:23, 25:17        |
| 28.10.2020 | Olimpia Sulęcin          | 0:3   | Norwid Częstochowa      | 22:25, 23:25, 17:25               |
| 21.10.2020 | ZAKSA Strzelce Opolskie  | 1:3   | AZS AGH Kraków          | 23:25, 25:16, 20:25, 21:25        |
| 03.10.2020 | UKS Mickiewicz Kluczbork | pauza |                         |                                   |

| 11.11.2020 | UKS Mickiewicz Kluczbork | 3:1   | AZS AGH Kraków          | 23:25, 25:23, 25:18, 25:14       |
| 09.10.2020 | Norwid Częstochowa       | 3:1   | ZAKSA Strzelce Opolskie | 25:20, 20:25, 25:23, 25:23       |
| 14.11.2020 | KPS Siedlce              | 3:0   | Olimpia Sulęcin         | 30:28, 25:17, 25:19              |
| 08.10.2020 | BAS Białystok            | 0:3   | Gwardia Wrocław         | 22:25, 15:25, 21:25              |
| 10.10.2020 | Avia Świdnik             | 3:1   | Lechia Tomaszów Maz.    | 22:25, 25:21, 25:14, 25:20       |
| 10.11.2020 | Visła Bydgoszcz          | 2:3   | BBTS Bielsko-Biała      | 19:25, 26:28, 25:22, 25:21, 8:15 |
| 25.11.2020 | LUK Politechnika Lublin  | 3:1   | Krispol Września        | 25:22, 21:25, 25:18, 29:27       |
| 10.10.2020 | MCKiS Jaworzno           | pauza |                         |                                  |

| 17.10.2020 | MCKiS Jaworzno          | 0:3   | UKS Mickiewicz Kluczbork | 24:26, 27:29, 21:25               |
| 17.11.2020 | BBTS Bielsko-Biała      | 3:0   | LUK Politechnika Lublin  | 25:16, 25:17, 26:24               |
| 17.10.2020 | Lechia Tomaszów Maz.    | 2:3   | Visła Bydgoszcz          | 31:29, 30:28, 22:25, 18:25, 9:15  |
| 17.10.2020 | Gwardia Wrocław         | 3:1   | Avia Świdnik             | 17:25, 25:20, 26:24, 28:26        |
| 15.12.2020 | Olimpia Sulęcin         | 3:0   | BAS Białystok            | 26:24, 25:22, 25:23               |
| 28.10.2020 | ZAKSA Strzelce Opolskie | 0:3   | KPS Siedlce              | 18:25, 20:25, 21:25               |
| 16.12.2020 | AZS AGH Kraków          | 2:3   | Norwid Częstochowa       | 23:25, 25:19, 21:25, 30:28, 12:15 |
| 17.10.2020 | Krispol Września        | pauza |                          |                                   |

| 24.10.2020 | UKS Mickiewicz Kluczbork | 1:3   | Norwid Częstochowa      | 25:22, 23:25, 18:25, 22:25       |
| 18.11.2020 | KPS Siedlce              | 3:2   | AZS AGH Kraków          | 26:24, 25:16, 16:25, 23:25, 15:6 |
| 25.11.2020 | BAS Białystok            | 1:3   | ZAKSA Strzelce Opolskie | 25:27, 22:25, 25:22, 15:25       |
| 24.10.2020 | Avia Świdnik             | 3:0   | Olimpia Sulęcin         | 26:24, 25:16, 25:19              |
| 24.11.2020 | Visła Bydgoszcz          | 3:2   | Gwardia Wrocław         | 26:28, 25:23, 23:25, 25:19, 15:6 |
| 01.12.2020 | LUK Politechnika Lublin  | 3:0   | Lechia Tomaszów Maz.    | 25:19, 25:17, 25:16              |
| 04.11.2020 | MCKiS Jaworzno           | 3:1   | Krispol Września        | 25:20, 25:19, 18:25, 25:22       |
| 24.10.2020 | BBTS Bielsko-Biała       | pauza |                         |                                  |

| 31.10.2020 | Krispol Września        | 0:3   | UKS Mickiewicz Kluczbork | 19:25, 22:25, 27:29               |
| 31.10.2020 | BBTS Bielsko-Biała      | 3:1   | MCKiS Jaworzno           | 27:29, 25:18, 25:20, 29:27        |
| 08.12.2020 | LUK Politechnika Lublin | 3:0   | Gwardia Wrocław          | 25:15, 25:23, 25:21               |
| 31.10.2020 | Olimpia Sulęcin         | 1:3   | Visła Bydgoszcz          | 26:24, 19:25, 16:25, 23:25        |
| 31.10.2020 | ZAKSA Strzelce Opolskie | 3:0   | Avia Świdnik             | 25:18, 25:23, 25:21               |
| 31.10.2020 | AZS AGH Kraków          | 2:3   | BAS Białystok            | 23:25, 17:25, 25:21, 25:20, 14:16 |
| 31.10.2020 | Norwid Częstochowa      | 3:0   | KPS Siedlce              | 25:17, 25:17, 25:19               |
| 31.10.2020 | Lechia Tomaszów Maz.    | pauza |                          |                                   |

| 07.11.2020 | UKS Mickiewicz Kluczbork | 3:0   | KPS Siedlce             | 25:19, 25:20, 25:22        |
| 09.12.2020 | BAS Białystok            | 0:3   | Norwid Częstochowa      | 17:25, 23:25, 22:25        |
| 09.12.2020 | Avia Świdnik             | 3:0   | AZS AGH Kraków          | 28:26, 25:18, 25:17        |
| 07.11.2020 | Visła Bydgoszcz          | 3:0   | ZAKSA Strzelce Opolskie | 25:21, 25:18, 25:12        |
| 07.11.2020 | LUK Politechnika Lublin  | 3:0   | Olimpia Sulęcin         | 25:16, 25:18, 25:20        |
| 07.11.2020 | MCKiS Jaworzno           | 1:3   | Lechia Tomaszów Maz.    | 16:25, 25:21, 18:25, 23:25 |
| 07.11.2020 | Krispol Września         | 0:3   | BBTS Bielsko-Biała      | 20:25, 14:25, 22:25        |
| 07.11.2020 | Gwardia Wrocław          | pauza |                         |                            |

| 22.12.2020 | BBTS Bielsko-Biała      | 3:0   | UKS Mickiewicz Kluczbork | 25:20, 25:16, 30:28               |
| 12.11.2020 | Lechia Tomaszów Maz.    | 1:3   | Krispol Września         | 25:21, 24:26, 21:25, 19:25        |
| 13.11.2020 | Gwardia Wrocław         | 3:0   | MCKiS Jaworzno           | 27:25, 25:17, 25:21               |
| 12.11.2020 | ZAKSA Strzelce Opolskie | 0:3   | LUK Politechnika Lublin  | 21:25, 16:25, 15:25               |
| 14.11.2020 | AZS AGH Kraków          | 0:3   | Visła Bydgoszcz          | 16:25, 23:25, 15:25               |
| 22.12.2020 | Norwid Częstochowa      | 3:1   | Avia Świdnik             | 26:24, 25:21, 23:25, 29:27        |
| 22.12.2020 | KPS Siedlce             | 3:2   | BAS Białystok            | 26:24, 25:19, 20:25, 27:29, 15:10 |
| 14.11.2020 | Olimpia Sulęcin         | pauza |                          |                                   |

| 02.12.2020 | UKS Mickiewicz Kluczbork | 3:2   | BAS Białystok      | 25:27, 23:25, 25:19, 29:27, 15:13 |
| 02.12.2020 | Visła Bydgoszcz          | 3:0   | Norwid Częstochowa | 25:14, 25:17, 25:19               |
| 16.12.2020 | Avia Świdnik             | 0:3   | KPS Siedlce        | 20:25, 19:25, 21:25               |
| 21.11.2020 | LUK Politechnika Lublin  | 3:1   | AZS AGH Kraków     | 25:22, 25:21, 23:25, 25:20        |
| 21.11.2020 | MCKiS Jaworzno           | 2:3   | Olimpia Sulęcin    | 25:19, 23:25, 20:25, 25:20, 11:15 |
| 19.11.2020 | Krispol Września         | 3:1   | Gwardia Wrocław    | 25:20, 25:22, 24:26, 25:19        |
| 21.11.2020 | Lechia Tomaszów Maz.     | 1:3   | BBTS Bielsko-Biała | 23:25, 19:25, 25:22, 24:26        |
| 21.11.2020 | ZAKSA Strzelce Opolskie  | pauza |                    |                                   |

| 16.12.2020 | Lechia Tomaszów Maz.    | 1:3   | UKS Mickiewicz Kluczbork | 25:16, 22:25, 28:30, 30:32        |
| 26.11.2020 | Gwardia Wrocław         | 1:3   | BBTS Bielsko-Biała       | 16:25, 16:25, 25:22, 20:25        |
| 28.11.2020 | Olimpia Sulęcin         | 0:3   | Krispol Września         | 18:25, 21:25, 26:28               |
| 24.10.2020 | ZAKSA Strzelce Opolskie | 3:2   | MCKiS Jaworzno           | 25:22, 17:25, 23:25, 25:20, 16:14 |
| 28.11.2020 | Norwid Częstochowa      | 0:3   | LUK Politechnika Lublin  | 19:25, 16:25, 22:25               |
| 28.12.2020 | KPS Siedlce             | 2:3   | Visła Bydgoszcz          | 20:25, 25:20, 15:25, 25:21, 11:15 |
| 28.12.2020 | Avia Świdnik            | 3:0   | BAS Białystok            | 25:18, 25:23, 25:23               |
| 28.11.2020 | AZS AGH Kraków          | pauza |                          |                                   |

| 05.12.2020 | UKS Mickiewicz Kluczbork | 3:1   | Avia Świdnik            | 36:34, 21:25, 25:12, 25:20       |
| 05.12.2020 | Visła Bydgoszcz          | 3:1   | BAS Białystok           | 25:18, 25:22, 23:25, 25:19       |
| 05.12.2020 | LUK Politechnika Lublin  | 3:0   | KPS Siedlce             | 25:12, 25:21, 25:14              |
| 05.12.2020 | MCKiS Jaworzno           | 0:3   | AZS AGH Kraków          | 18:25, 25:27, 22:25              |
| 05.12.2020 | Krispol Września         | 0:3   | ZAKSA Strzelce Opolskie | 19:25, 26:28, 16:25              |
| 05.12.2020 | BBTS Bielsko-Biała       | 3:1   | Olimpia Sulęcin         | 23:25, 25:23, 25:12, 25:21       |
| 05.12.2020 | Lechia Tomaszów Maz.     | 3:2   | Gwardia Wrocław         | 19:25, 25:21, 23:25, 26:24, 15:9 |
| 05.12.2020 | Norwid Częstochowa       | pauza |                         |                                  |

| 12.12.2020 | Gwardia Wrocław         | 3:0   | UKS Mickiewicz Kluczbork | 25:19, 25:19, 25:21               |
| 12.12.2020 | Olimpia Sulęcin         | 3:0   | Lechia Tomaszów Maz.     | 25:22, 25:20, 25:21               |
| 12.12.2020 | ZAKSA Strzelce Opolskie | 1:3   | BBTS Bielsko-Biała       | 17:25, 25:23, 16:25, 30:32        |
| 11.12.2020 | AZS AGH Kraków          | 3:0   | Krispol Września         | 25:17, 25:19, 25:21               |
| 12.12.2020 | Norwid Częstochowa      | 3:1   | MCKiS Jaworzno           | 25:20, 25:18, 17:25, 25:18        |
| 12.12.2020 | BAS Białystok           | 0:3   | LUK Politechnika Lublin  | 21:25, 21:25, 22:25               |
| 13.12.2020 | Avia Świdnik            | 2:3   | Visła Bydgoszcz          | 25:23, 15:25, 25:17, 26:28, 10:15 |
| 12.12.2020 | KPS Siedlce             | pauza |                          |                                   |

| 19.12.2020 | UKS Mickiewicz Kluczbork | 3:2   | Visła Bydgoszcz      | 21:25, 25:22, 20:25, 25:19, 18:16 |
| 19.12.2020 | LUK Politechnika Lublin  | 3:0   | Avia Świdnik         | 25:18, 25:15, 25:23               |
| 19.12.2020 | MCKiS Jaworzno           | 0:3   | KPS Siedlce          | 15:25, 20:25, 34:36               |
| 19.12.2020 | Krispol Września         | 2:3   | Norwid Częstochowa   | 23:25, 25:22, 16:25, 25:22, 12:15 |
| 25.10.2020 | BBTS Bielsko-Biała       | 3:1   | AZS AGH Kraków       | 25:18, 27:29, 25:20, 25:22        |
| 19.12.2020 | ZAKSA Strzelce Opolskie  | 2:3   | Lechia Tomaszów Maz. | 16:25, 23:25, 25:17, 25:16, 11:15 |
| 19.12.2020 | Gwardia Wrocław          | 3:0   | Olimpia Sulęcin      | 25:18, 25:16, 25:21               |
| 19.12.2020 | BAS Białystok            | pauza |                      |                                   |

| 30.12.2020 | Olimpia Sulęcin         | 3:1   | UKS Mickiewicz Kluczbork | 25:22, 20:25, 25:19, 25:21       |
| 18.10.2020 | ZAKSA Strzelce Opolskie | 0:3   | Gwardia Wrocław          | 17:25, 19:25, 18:25              |
| 30.12.2020 | AZS AGH Kraków          | 3:2   | Lechia Tomaszów Maz.     | 25:15, 25:22, 17:25, 15:25, 15:9 |
| 15.10.2020 | BBTS Bielsko-Biała      | 3:0   | Norwid Częstochowa       | 25:22, 25:21, 25:18              |
| 30.12.2020 | KPS Siedlce             | 3:1   | Krispol Września         | 23:25, 26:24, 26:24, 25:23       |
| 30.12.2020 | BAS Białystok           | 3:1   | MCKiS Jaworzno           | 25:23, 25:21, 26:28, 25:15       |
| 13.01.2021 | Visła Bydgoszcz         | 3:2   | LUK Politechnika Lublin  | 25:22, 25:20, 20:25, 21:25, 15:5 |
| 30.12.2020 | Avia Świdnik            | pauza |                          |                                  |

| 06.01.2021 | UKS Mickiewicz Kluczbork | 3:1   | LUK Politechnika Lublin | 22:25, 25:20, 25:22, 25:22        |
| 06.01.2021 | Avia Świdnik             | 3:1   | MCKiS Jaworzno          | 25:22, 24:26, 25:23, 25:22        |
| 06.01.2021 | BAS Białystok            | 3:2   | Krispol Września        | 14:25, 21:25, 25:23, 25:17, 15:5  |
| 06.01.2021 | KPS Siedlce              | 0:3   | BBTS Bielsko-Biała      | 23:25, 19:25, 15:25               |
| 06.01.2021 | Norwid Częstochowa       | 3:2   | Lechia Tomaszów Maz.    | 14:25, 25:20, 25:19, 23:25, 15:12 |
| 06.01.2021 | AZS AGH Kraków           | 3:1   | Gwardia Wrocław         | 19:25, 25:23, 25:18, 25:23        |
| 06.01.2021 | ZAKSA Strzelce Opolskie  | 0:3   | Olimpia Sulęcin         | 16:25, 16:25, 23:25               |
| 06.01.2021 | Visła Bydgoszcz          | pauza |                         |                                   |

| 09.01.2021 | ZAKSA Strzelce Opolskie | 3:2   | UKS Mickiewicz Kluczbork | 24:26, 25:20, 25:23, 22:25, 15:8  |
| 09.01.2021 | Olimpia Sulęcin         | 2:3   | AZS AGH Kraków           | 26:24, 22:25, 25:20, 22:25, 11:15 |
| 09.01.2021 | Gwardia Wrocław         | 3:0   | Norwid Częstochowa       | 25:20, 25:17, 25:22               |
| 09.01.2021 | KPS Siedlce             | 3:0   | Lechia Tomaszów Maz.     | 25:23, 25:23, 26:24               |
| 09.01.2021 | BBTS Bielsko-Biała      | 3:1   | BAS Białystok            | 19:25, 25:23, 25:12, 25:23        |
| 09.01.2021 | Krispol Września        | 1:3   | Avia Świdnik             | 22:25, 17:25, 26:24, 17:25        |
| 09.01.2021 | MCKiS Jaworzno          | 1:3   | Visła Bydgoszcz          | 16:25, 23:25, 25:21, 22:25        |
| 09.01.2021 | LUK Politechnika Lublin | pauza |                          |                                   |

| 16.01.2021 | LUK Politechnika Lublin  | 3:1   | MCKiS Jaworzno          | 23:25, 25:17, 25:17, 25:14        |
| 16.01.2021 | Visła Bydgoszcz          | 3:0   | Krispol Września        | 25:18, 25:19, 25:19               |
| 16.01.2021 | Avia Świdnik             | 2:3   | BBTS Bielsko-Biała      | 18:25, 25:20, 17:25, 25:22, 12:15 |
| 15.01.2021 | BAS Białystok            | 0:3   | Lechia Tomaszów Maz.    | 23:25, 16:25, 18:25               |
| 14.01.2021 | KPS Siedlce              | 3:2   | Gwardia Wrocław         | 14:25, 36:34, 25:17, 20:25, 15:9  |
| 16.01.2021 | Norwid Częstochowa       | 3:0   | Olimpia Sulęcin         | 25:17, 25:20, 25:20               |
| 16.01.2021 | AZS AGH Kraków           | 0:3   | ZAKSA Strzelce Opolskie | 22:25, 22:25, 27:29               |
| 16.01.2021 | UKS Mickiewicz Kluczbork | pauza |                         |                                   |

| 21.01.2021 | AZS AGH Kraków          | 3:1   | UKS Mickiewicz Kluczbork | 21:25, 31:29, 25:18, 25:17 |
| 23.01.2021 | ZAKSA Strzelce Opolskie | 1:3   | Norwid Częstochowa       | 17:25, 21:25, 26:24, 22:25 |
| 23.01.2021 | Olimpia Sulęcin         | 1:3   | KPS Siedlce              | 25:21, 15:25, 24:26, 22:25 |
| 23.01.2021 | Gwardia Wrocław         | 3:1   | BAS Białystok            | 25:23, 23:25, 25:21, 25:19 |
| 23.01.2021 | Lechia Tomaszów Maz.    | 3:0   | Avia Świdnik             | 25:21, 25:23, 25:12        |
| 23.01.2021 | BBTS Bielsko-Biała      | 0:3   | Visła Bydgoszcz          | 25:27, 16:25, 23:25        |
| 23.01.2021 | Krispol Września        | 0:3   | LUK Politechnika Lublin  | 19:25, 22:25, 22:25        |
| 23.01.2021 | MCKiS Jaworzno          | pauza |                          |                            |

| 30.01.2021 | UKS Mickiewicz Kluczbork | 3:1   | MCKiS Jaworzno          | 25:23, 25:19, 21:25, 25:22        |
| 30.01.2021 | LUK Politechnika Lublin  | 3:0   | BBTS Bielsko-Biała      | 27:25, 25:23, 27:25               |
| 30.01.2021 | Visła Bydgoszcz          | 3:2   | Lechia Tomaszów Maz.    | 21:25, 25:20, 25:27, 25:23, 15:10 |
| 30.01.2021 | Avia Świdnik             | 3:1   | Gwardia Wrocław         | 25:19, 13:25, 25:23, 25:18        |
| 30.01.2021 | BAS Białystok            | 3:1   | Olimpia Sulęcin         | 25:22, 25:20, 22:25, 25:20        |
| 30.01.2021 | KPS Siedlce              | 3:0   | ZAKSA Strzelce Opolskie | 25:23, 25:22, 25:19               |
| 30.01.2021 | Norwid Częstochowa       | 3:1   | AZS AGH Kraków          | 25:17, 23:25, 25:18, 25:16        |
| 30.01.2021 | Krispol Września         | pauza |                         |                                   |

| 03.02.2021 | Norwid Częstochowa      | 3:2   | UKS Mickiewicz Kluczbork | 21:25, 25:20, 25:23, 21:25, 15:11 |
| 03.02.2021 | AZS AGH Kraków          | 1:3   | KPS Siedlce              | 22:25, 25:19, 15:25, 19:25        |
| 03.02.2021 | ZAKSA Strzelce Opolskie | 3:1   | BAS Białystok            | 25:20, 21:25, 25:15, 25:22        |
| 03.02.2021 | Olimpia Sulęcin         | 1:3   | Avia Świdnik             | 22:25, 21:25, 25:21, 22:25        |
| 03.02.2021 | Gwardia Wrocław         | 0:3   | Visła Bydgoszcz          | 16:25, 18:25, 21:25               |
| 03.02.2021 | Lechia Tomaszów Maz.    | 3:2   | LUK Politechnika Lublin  | 18:25, 25:23, 25:17, 21:25, 15:9  |
| 03.02.2021 | Krispol Września        | 3:1   | MCKiS Jaworzno           | 25:13, 22:25, 25:19, 25:22        |
| 03.02.2021 | BBTS Bielsko-Biała      | pauza |                          |                                   |

| 06.02.2021 | UKS Mickiewicz Kluczbork | 3:2   | Krispol Września        | 25:22, 22:25, 25:27, 25:17, 18:16 |
| 06.02.2021 | MCKiS Jaworzno           | 0:3   | BBTS Bielsko-Biała      | 18:25, 14:25, 22:25               |
| 06.02.2021 | Gwardia Wrocław          | 0:3   | LUK Politechnika Lublin | 19:25, 21:25, 21:25               |
| 06.02.2021 | Visła Bydgoszcz          | 3:0   | Olimpia Sulęcin         | 26:24, 26:24, 25:19               |
| 27.02.2021 | Avia Świdnik             | 3:0   | ZAKSA Strzelce Opolskie | 25:17, 25:17, 25:14               |
| 06.02.2021 | BAS Białystok            | 1:3   | AZS AGH Kraków          | 13:25, 18:25, 25:21, 19:25        |
| 06.02.2021 | KPS Siedlce              | 3:2   | Norwid Częstochowa      | 25:21, 25:15, 22:25, 19:25, 15:7  |
| 06.02.2021 | Lechia Tomaszów Maz.     | pauza |                         |                                   |

| 18.02.2021 | KPS Siedlce             | 3:1   | UKS Mickiewicz Kluczbork | 25:22, 19:25, 28:26, 25:23 |
| 20.02.2021 | Norwid Częstochowa      | 1:3   | BAS Białystok            | 25:17, 29:31, 21:25, 19:25 |
| 20.02.2021 | AZS AGH Kraków          | 1:3   | Avia Świdnik             | 22:25, 22:25, 25:19, 17:25 |
| 20.02.2021 | ZAKSA Strzelce Opolskie | 1:3   | Visła Bydgoszcz          | 25:22, 20:25, 23:25, 22:25 |
| 20.02.2021 | Olimpia Sulęcin         | 1:3   | LUK Politechnika Lublin  | 25:20, 21:25, 22:25, 21:25 |
| 20.02.2021 | Lechia Tomaszów Maz.    | 3:0   | MCKiS Jaworzno           | 25:19, 25:19, 25:17        |
| 20.02.2021 | BBTS Bielsko-Biała      | 3:0   | Krispol Września         | 25:15, 25:17, 25:20        |
| 20.02.2021 | Gwardia Wrocław         | pauza |                          |                            |

| 13.02.2021 | UKS Mickiewicz Kluczbork | 3:2   | BBTS Bielsko-Biała      | 25:23, 25:21, 16:25, 18:25, 15:13 |
| 14.02.2021 | Krispol Września         | 3:1   | Lechia Tomaszów Maz.    | 25:23, 23:25, 25:20, 25:20        |
| 13.02.2021 | MCKiS Jaworzno           | 0:3   | Gwardia Wrocław         | 15:25, 20:25, 21:25               |
| 13.02.2021 | LUK Politechnika Lublin  | 3:0   | ZAKSA Strzelce Opolskie | 25:18, 25:20, 25:18               |
| 13.02.2021 | Visła Bydgoszcz          | 3:1   | AZS AGH Kraków          | 24:26, 25:18, 25:19, 25:20        |
| 13.02.2021 | Avia Świdnik             | 1:3   | Norwid Częstochowa      | 25:13, 24:26, 18:25, 22:25        |
| 20.03.2021 | BAS Białystok            | 3:2   | KPS Siedlce             | 19:25, 25:19, 15:25, 25:16, 15:12 |
| 06.02.2021 | Olimpia Sulęcin          | pauza |                         |                                   |

| 03.03.2021 | BAS Białystok           | 1:3   | UKS Mickiewicz Kluczbork | 20:25, 22:25, 25:18, 19:25        |
| 03.03.2021 | Norwid Częstochowa      | 2:3   | Visła Bydgoszcz          | 25:19, 19:25, 20:25, 25:23, 13:15 |
| 03.03.2021 | KPS Siedlce             | 1:3   | Avia Świdnik             | 24:26, 25:14, 22:25, 19:25        |
| 03.03.2021 | AZS AGH Kraków          | 0:3   | LUK Politechnika Lublin  | 16:25, 17:25, 19:25               |
| 03.03.2021 | Olimpia Sulęcin         | 1:3   | MCKiS Jaworzno           | 25:18, 24:26, 21:25, 23:25        |
| 03.03.2021 | Gwardia Wrocław         | 3:2   | Krispol Września         | 20:25, 25:23, 25:19, 25:27, 15:10 |
| 03.03.2021 | BBTS Bielsko-Biała      | 3:0   | Lechia Tomaszów Maz.     | 25:20, 25:23, 25:12               |
| 03.03.2021 | ZAKSA Strzelce Opolskie | pauza |                          |                                   |

| 06.03.2021 | UKS Mickiewicz Kluczbork | 3:0   | Lechia Tomaszów Maz.    | 25:23, 25:18, 25:22               |
| 06.03.2021 | BBTS Bielsko-Biała       | 3:2   | Gwardia Wrocław         | 18:25, 29:31, 26:24, 25:18, 19:17 |
| 06.03.2021 | Krispol Września         | 1:3   | Olimpia Sulęcin         | 23:25, 25:20, 24:26, 15:25        |
| 05.03.2021 | MCKiS Jaworzno           | 3:0   | ZAKSA Strzelce Opolskie | 25:23, 25:19, 25:18               |
| 06.03.2021 | LUK Politechnika Lublin  | 3:0   | Norwid Częstochowa      | 25:13, 25:21, 25:20               |
| 06.03.2021 | Visła Bydgoszcz          | 3:0   | KPS Siedlce             | 25:18, 25:14, 25:16               |
| 06.03.2021 | BAS Białystok            | 1:3   | Avia Świdnik            | 16:25, 17:25, 25:19, 20:25        |
| 06.03.2021 | AZS AGH Kraków           | pauza |                         |                                   |

| 13.03.2021 | Avia Świdnik            | 3:1   | UKS Mickiewicz Kluczbork | 25:23, 24:26, 25:22, 25:23        |
| 11.03.2021 | BAS Białystok           | 0:3   | Visła Bydgoszcz          | 22:25, 24:26, 13:25               |
| 13.03.2021 | KPS Siedlce             | 1:3   | LUK Politechnika Lublin  | 25:22, 25:27, 14:25, 17:25        |
| 13.03.2021 | AZS AGH Kraków          | 3:1   | MCKiS Jaworzno           | 25:20, 23:25, 25:23, 25:17        |
| 13.03.2021 | ZAKSA Strzelce Opolskie | 3:1   | Krispol Września         | 27:25, 24:26, 25:23, 25:19        |
| 13.03.2021 | Olimpia Sulęcin         | 0:3   | BBTS Bielsko-Biała       | 23:25, 18:25, 26:28               |
| 13.03.2021 | Gwardia Wrocław         | 3:2   | Lechia Tomaszów Maz.     | 25:18, 25:18, 25:27, 20:25, 15:12 |
| 13.03.2021 | Norwid Częstochowa      | pauza |                          |                                   |

| 20.03.2021 | UKS Mickiewicz Kluczbork | 1:3   | Gwardia Wrocław         | 25:17, 20:25, 19:25, 20:25 |
| 20.03.2021 | Lechia Tomaszów Maz.     | 3:0   | Olimpia Sulęcin         | 25:17, 25:19, 25:18        |
| 20.03.2021 | BBTS Bielsko-Biała       | 3:0   | ZAKSA Strzelce Opolskie | 25:16, 25:20, 25:17        |
| 20.03.2021 | Krispol Września         | 3:1   | AZS AGH Kraków          | 20:25, 25:17, 25:23, 25:19 |
| 20.03.2021 | MCKiS Jaworzno           | 1:3   | Norwid Częstochowa      | 27:29, 20:25, 25:23, 18:25 |
| 24.10.2020 | LUK Politechnika Lublin  | 3:0   | BAS Białystok           | 25:16, 25:18, 25:12        |
| 20.03.2021 | Visła Bydgoszcz          | 3:0   | Avia Świdnik            | 25:23, 25:21, 25:15        |
| 20.03.2021 | KPS Siedlce              | pauza |                         |                            |

| 27.03.2021 | Visła Bydgoszcz      | 3:0   | UKS Mickiewicz Kluczbork | 25:18, 25:21, 25:19               |
| 27.03.2021 | Avia Świdnik         | 0:3   | LUK Politechnika Lublin  | 22:25, 24:26, 23:25               |
| 27.03.2021 | KPS Siedlce          | 3:2   | MCKiS Jaworzno           | 25:11, 20:25, 25:15, 23:25, 15:13 |
| 27.03.2021 | Norwid Częstochowa   | 3:1   | Krispol Września         | 25:22, 25:19, 20:25, 25:19        |
| 27.03.2021 | AZS AGH Kraków       | 3:1   | BBTS Bielsko-Biała       | 26:24, 19:25, 25:18, 25:21        |
| 27.03.2021 | Lechia Tomaszów Maz. | 3:1   | ZAKSA Strzelce Opolskie  | 23:25, 26:24, 25:21, 25:21        |
| 27.03.2021 | Olimpia Sulęcin      | 2:3   | Gwardia Wrocław          | 22:25, 25:22, 25:22, 21:25, 7:15  |
| 27.03.2021 | BAS Białystok        | pauza |                          |                                   |

| 31.03.2021 | UKS Mickiewicz Kluczbork | 3:1   | Olimpia Sulęcin         | 24:26, 34:32, 25:18, 25:18        |
| 31.03.2021 | Gwardia Wrocław          | 3:2   | ZAKSA Strzelce Opolskie | 22:25, 25:18, 22:25, 25:20, 15:9  |
| 31.03.2021 | Lechia Tomaszów Maz.     | 3:0   | AZS AGH Kraków          | 25:15, 25:23, 25:22               |
| 31.03.2021 | Norwid Częstochowa       | 3:1   | BBTS Bielsko-Biała      | 25:22, 17:25, 25:19, 25:17        |
| 31.03.2021 | Krispol Września         | 2:3   | kKPS Siedlce            | 22:25, 25:21, 25:18, 20:25, 13:15 |
| 31.03.2021 | MCKiS Jaworzno           | 3:0   | BAS Białystok           | 26:24, 25:19, 25:21               |
| 31.03.2021 | LUK Politechnika Lublin  | 3:0   | Visła Bydgoszcz         | 25:16, 25:15, 25:20               |
| 31.03.2021 | Avia Świdni              | pauza |                         |                                   |

### Play-off

#### Ćwierćfinały
(do 2 zwycięstw)
| Data       | Drużyna 1                        | Wynik | Drużyna 2                        | Sety                              |
| ---------- | -------------------------------- | ----- | -------------------------------- | --------------------------------- |
| 08.04.2021 | LUK Politechnika Lublin          | 3:1   | UKS Mickiewicz Kluczbork         | 25:18, 25:27, 25:17, 25:18        |
| 11.04.2021 | UKS Mickiewicz Kluczbork         | 3:2   | LUK Politechnika Lublin          | 18:25, 16:25, 25:20, 25:22, 15:13 |
| 15.04.2021 | LUK Politechnika Lublin          | 3:2   | UKS Mickiewicz Kluczbork         | 25:21, 17:25, 25:17, 26:28, 15:7  |
|            |                                  |       |                                  |                                   |
| 08.04.2021 | BKS Visła Bydgoszcz              | 3:0   | KPS Sieldce                      | 25:18, 28:26, 25:12               |
| 11.04.2021 | KPS Sieldce                      | 1:3   | BKS Visła Bydgoszcz              | 15:25, 21:25, 25:21, 20:25        |
|            |                                  |       |                                  |                                   |
| 08.04.2021 | BBTS Bielsko-Biała               | 3:1   | Avia Świdnik                     | 25:27, 25:17, 25:15, 25:20        |
| 11.04.2021 | Avia Świdnik                     | 0:3   | BBTS Bielsko-Biała               | 22:25, 21:25, 22:25               |
|            |                                  |       |                                  |                                   |
| 08.04.2021 | Exact Systems Norwid Częstochowa | 0:3   | Gwardia Wrocław                  | 17:25, 19:25, 23:25               |
| 11.04.2021 | Gwardia Wrocław                  | 3:2   | Exact Systems Norwid Częstochowa | 25:17, 23:25, 25:18, 24:26, 15:12 |

#### Mecze o 5. miejsce
(dwumecz + ewentualnie "złoty set")
| Data       | Drużyna 1                        | Wynik | Drużyna 2                        | Sety                                                 |
| ---------- | -------------------------------- | ----- | -------------------------------- | ---------------------------------------------------- |
| 18.04.2021 | Avia Świdnik                     | 1:3   | Exact Systems Norwid Częstochowa | 19:25, 25:22, 26:28, 30:32                           |
| 22.04.2021 | Exact Systems Norwid Częstochowa | 2:3   | Avia Świdnik                     | 25:20, 25:21, 27:29, 20:25, 11:15 ("złoty set" 15:9) |

#### Mecze o 7. miejsce
(dwumecz + ewentualnie "złoty set")
| Data       | Drużyna 1                | Wynik | Drużyna 2                | Sety                                                 |
| ---------- | ------------------------ | ----- | ------------------------ | ---------------------------------------------------- |
| 18.04.2021 | UKS Mickiewicz Kluczbork | 3:0   | KPS Siedlce              | 25:20, 25:23, 25:21                                  |
| 22.04.2021 | KPS Siedlce              | 3:2   | UKS Mickiewicz Kluczbork | 25:20, 25:18, 22:25, 19:25, 15:11 ("złoty set" 15:9) |

#### Półfinały
(do 2 zwycięstw)
| Data       | Drużyna 1               | Wynik | Drużyna 2               | Sety                              |
| ---------- | ----------------------- | ----- | ----------------------- | --------------------------------- |
| 18.04.2021 | LUK Politechnika Lublin | 3:2   | Gwardia Wrocław         | 19:25, 25:18, 18:25, 29:27, 15:10 |
| 22.04.2021 | Gwardia Wrocław         | 2:3   | LUK Politechnika Lublin | 22:25, 25:21, 26:24, 10:25, 11:15 |
|            |                         |       |                         |                                   |
| 18.04.2021 | BKS Visła Bydgoszcz     | 1:3   | BBTS Bielsko-Biała      | 22:25, 20:25, 25:23, 19:25        |
| 22.04.2021 | BBTS Bielsko-Biała      | 3:2   | BKS Visła Bydgoszcz     | 27:25, 21:25, 26:28, 25:16, 15:6  |

#### Mecze o 3. miejsce
(do 3 zwycięstw)
| Data       | Drużyna 1       | Wynik | Drużyna 2       | Sety                        |
| ---------- | --------------- | ----- | --------------- | --------------------------- |
| 29.04.2021 | Visła Bydgoszcz | 3:0   | Gwardia Wrocław | 25:19, 25:22, 25:22         |
| 02.05.2021 | Gwardia Wrocław | 3:1   | Visła Bydgoszcz | 25:20, 25:23, 17:25, 25:23  |
| 06.05.2021 | Visła Bydgoszcz | 3:0   | Gwardia Wrocław | 25:18, 25:19, 25:13         |
| 09.05.2021 | Gwardia Wrocław | 1:3   | Visła Bydgoszcz | 22:25, 25::22, 23:25, 22:25 |

#### Finał
(do 3 zwycięstw)
| Data       | Drużyna 1               | Wynik | Drużyna 2               | Sety                              |
| ---------- | ----------------------- | ----- | ----------------------- | --------------------------------- |
| 29.04.2021 | LUK Politechnika Lublin | 3:0   | BBTS Bielsko-Biała      | 25:23, 25:17, 25:23               |
| 02.05.2021 | BBTS Bielsko-Biała      | 2:3   | LUK Politechnika Lublin | 25:22, 30:28, 15:25, 20:25, 13:15 |
| 06.05.2021 | LUK Politechnika Lublin | 3:0   | BBTS Bielsko-Biała      | 25:23, 25:19, 25:20               |

## Klasyfikacja końcowa
| Lp. | Drużyna                    |
| --- | -------------------------- |
| 1   | Luk Politechnika Lublin    |
| 2   | BBTS Bielsko-Biała         |
| 3   | BKS Visła Bydgoszcz        |
| 4   | Gwardia Wrocław            |
| 5   | Norwid Częstochowa         |
| 6   | Avia Świdnik               |
| 7   | KPS Siedlce                |
| 8   | UKS Mickiewicz Kluczbork   |
| 9   | Lechia Tomaszów Mazowiecki |
| 10  | AZS AGH Kraków             |
| 11  | ZAKSA Strzelce Opolskie    |
| 12  | Olimpia Sulęcin            |
| 13  | Krispol Września           |
| 14  | BAS Białystok              |
| 15  | MCKiS Jaworzno             |

     awans do PlusLigi
     spadek do II ligi

## Składy[3]
| AZS AGH Kraków                                         | AZS AGH Kraków     | AZS AGH Kraków |
| Numer                                                  | Imię i nazwisko    | Pozycja        |
| ------------------------------------------------------ | ------------------ | -------------- |
| 1                                                      | Hubert Piwowarczyk | środkowy       |
| 3                                                      | Bartłomiej Gajdek  | atakujący      |
| 4                                                      | Jakub Kraut        | przyjmujący    |
| 5                                                      | Piotr Janusz       | środkowy       |
| 6                                                      | Piotr Fenoszyn     | rozgrywający   |
| 7                                                      | Kamil Dębski       | przyjmujący    |
| 9                                                      | Daniel Grzymała    | atakujący      |
| 11                                                     | Karol Borkowski    | przyjmujący    |
| 13                                                     | Mateusz Jóźwik     | przyjmujący    |
| 16                                                     | Przemysław Stąsiek | libero         |
| 17                                                     | Maciej Czyrek      | libero         |
| 19                                                     | Michał Moniak      | atakujący      |
| 24                                                     | Mateusz Śnieżek    | atakujący      |
| 31                                                     | Konrad Buczek      | rozgrywający   |
| 84                                                     | Bartosz Michalak   | środkowy       |
| 95                                                     | Jakub Macyra       | środkowy       |
| I trener: Andrzej Kubacki II trener: Bartłomiej Gajdek |                    |                |

| BAS Białystok                                     | BAS Białystok          | BAS Białystok |
| Numer                                             | Imię i Nazwisko        | Pozycja       |
| ------------------------------------------------- | ---------------------- | ------------- |
| 3                                                 | Cezary Stanisławajtys  | środkowy      |
| 4                                                 | Konrad Bączek          | środkowy      |
| 5                                                 | Artsiom Kudrashou      | atakujący     |
| 6                                                 | Daniel Ostaszewski     | przyjmujący   |
| 7                                                 | Karol Jankiewicz       | rozgrywający  |
| 8                                                 | Jan Lesiuk             | przyjmujący   |
| 10                                                | Kajetan Tokajuk        | przyjmujący   |
| 13                                                | Filip Roszkowski       | środkowy      |
| 14                                                | Jakub Abramowicz       | środkowy      |
| 17                                                | Kacper Wnuk            | atakujący     |
| 22                                                | Michał Witkoś          | rozgrywający  |
| 33                                                | Mateusz Laskowski      | przyjmujący   |
| 47                                                | Adrian Kacperkiewicz   | przyjmujący   |
| 56                                                | Mateusz Podborączyński | libero        |
| I trener: Piotr Łuka II trener: Eugeniusz Iwaniuk |                        |               |

| BBTS Bielsko-Biała                               | BBTS Bielsko-Biała  | BBTS Bielsko-Biała |
| Numer                                            | Imię i nazwisko     | Pozycja            |
| ------------------------------------------------ | ------------------- | ------------------ |
| 1                                                | Jarosław Macionczyk | rozgrywający       |
| 4                                                | Wojciech Siek       | środkowy           |
| 7                                                | Sergii Kapelus      | przyjmujący        |
| 8                                                | Damian Czetowicz    | rozgrywający       |
| 9                                                | Luciano Vicentin    | przyjmujący        |
| 10                                               | Adrian Hunek        | środkowy           |
| 13                                               | Tomasz Piotrowski   | przyjmujący        |
| 14                                               | Dominik Jaglarski   | libero             |
| 15                                               | Viacheslav Tarasow  | przyjmujący        |
| 16                                               | Bartosz Cedzyński   | środkowy           |
| 17                                               | Bartłomiej Oniszk   | środkowy           |
| 19                                               | Kacper Popik        | rozgrywający       |
| 20                                               | Oleg Krikun         | atakujący          |
| 23                                               | Paweł Gryc          | atakujący          |
| 24                                               | Michał Makowski     | przyjmujący        |
| 59                                               | Kajetan Marek       | libero             |
| I trener: Harry Brokking II trener: Daniel Wolny |                     |                    |

| BKS Visła Bydgoszcz                                  | BKS Visła Bydgoszcz  | BKS Visła Bydgoszcz |
| Numer                                                | Imię i nazwisko      | Pozycja             |
| ---------------------------------------------------- | -------------------- | ------------------- |
| 1                                                    | Janusz Gałązka       | środkowy            |
| 2                                                    | Mariusz Marcyniak    | środkowy            |
| 3                                                    | Jan Galabov          | przyjmujący         |
| 5                                                    | Piotr Lipiński       | rozgrywający        |
| 6                                                    | Kamil Kosiba         | przyjmujący         |
| 7                                                    | Mateusz Kowalski     | środkowy            |
| 10                                                   | Kamil Gutkowski      | przyjmujący         |
| 11                                                   | Patryk Strzeżek      | atakujący           |
| 15                                                   | Jakub Dereń          | libero              |
| 18                                                   | Tomasz Bonisławski   | libero              |
| 20                                                   | Wojciech Kaźmierczak | środkowy            |
| 23                                                   | Evgenii Karpińskii   | atakujący           |
| 77                                                   | Michal Masny         | rozgrywający        |
| 99                                                   | Patryk Łaba          | przyjmujący         |
| I trener: Marcin Ogonowski II trener: Adrian Pasierb |                      |                     |

| eWinner Gwardia Wrocław                              | eWinner Gwardia Wrocław | eWinner Gwardia Wrocław |
| Numer                                                | Imię i nazwisko         | Pozycja                 |
| ---------------------------------------------------- | ----------------------- | ----------------------- |
| 1                                                    | Adrian Mihułka          | Libero                  |
| 2                                                    | Błażej Szymeczko        | środkowy                |
| 3                                                    | Krzysztof Kołtowski     | Libero                  |
| 4                                                    | Oskar Pieknik           | środkowy                |
| 5                                                    | Łukasz Lubaczewski      | Przyjmujący             |
| 7                                                    | Mateusz Siwicki         | środkowy                |
| 8                                                    | Krzysztof Gibek         | Przyjmujący             |
| 9                                                    | Damian Wierzbicki       | Atakujący               |
| 10                                                   | Mateusz Biernat         | Rozgrywający            |
| 12                                                   | Mateusz Frąc            | Atakujący               |
| 13                                                   | Arkadiusz Olczyk        | środkowy                |
| 14                                                   | Sebastian Matula        | Rozgrywający            |
| 15                                                   | Tytus Nowik             | Przyjmujący             |
| 19                                                   | Jeffrey Menzel          | Przyjmujący             |
| I trener: Mark Lebedew II trener: Stanisław Szewczyk |                         |                         |

| Exact Systems Norwid Częstochowa                  | Exact Systems Norwid Częstochowa | Exact Systems Norwid Częstochowa |
| Numer                                             | Imię i nazwisko                  | Pozycja                          |
| ------------------------------------------------- | -------------------------------- | -------------------------------- |
| 1                                                 | Krystian Walczak                 | atakujący                        |
| 2                                                 | Tomasz Kryński                   | atakujący                        |
| 3                                                 | Łukasz Usowicz                   | środkowy                         |
| 4                                                 | Tomasz Kowalski                  | ozgrywający                      |
| 5                                                 | Mateusz Demcio                   | przyjmujący                      |
| 6                                                 | Adrian Kraś                      | rozgrywający                     |
| 8                                                 | Jan Kopyść                       | przyjmujący                      |
| 9                                                 | Jarosław Mucha                   | środkowy                         |
| 10                                                | Damian Kogut                     | przyjmujący                      |
| 12                                                | Kamil Franczak                   | środkowy                         |
| 13                                                | Aleksander Antosiewicz           | środkowy                         |
| 17                                                | Wiktor Mordarski                 | libero                           |
| 19                                                | Paweł Cieślik                    | atakujący                        |
| 20                                                | Mikołaj Szewczyk                 | przyjmujący                      |
| 28                                                | Damian Biliński                  | rozgrywający                     |
| 98                                                | Kacper Wasilewski                | libero                           |
| I trener: Piotr Lebioda II trener: Leszek Hudziak |                                  |                                  |

| KPS Siedlce                                      | KPS Siedlce       | KPS Siedlce  |
| Numer                                            | Imię i nazwisko   | Pozycja      |
| ------------------------------------------------ | ----------------- | ------------ |
| 1                                                | Adrian Potera     | libero       |
| 3                                                | Radosław Nowak    | środkowy     |
| 4                                                | Mateusz Kańczok   | atakujący    |
| 5                                                | Jakub Strulak     | środkowy     |
| 6                                                | Przemysław Kupka  | atakujący    |
| 7                                                | Damian Dobosz     | przyjmujący  |
| 8                                                | Dawid Pawlun      | rozgrywający |
| 9                                                | Piotr Truszkowski | środkowy     |
| 10                                               | Janusz Górski     | przyjmujący  |
| 11                                               | Patryk Szymański  | środkowy     |
| 13                                               | Michał Wójcik     | przyjmujący  |
| 14                                               | Jacek Ziemnicki   | przyjmujący  |
| 16                                               | Patryk Waloch     | libero       |
| 18                                               | Szymon Bereza     | rozgrywający |
| I trener: Mateusz Grabda II trener: Maciej Nowak |                   |              |

| KRISPOL Września      | KRISPOL Września    | KRISPOL Września |
| Numer                 | Imię i nazwisko     | Pozycja          |
| --------------------- | ------------------- | ---------------- |
| 1                     | Bartosz Dzierżyński | libero           |
| 2                     | Adam Herbich        | rozgrywający     |
| 5                     | Jakub Czyżowski     | przyjmujący      |
| 6                     | Szymon Rakowski     | środkowy         |
| 7                     | Dominik Koliński    | środkowy         |
| 9                     | Robert Brzóstowicz  | środkowy         |
| 10                    | Łukasz Kalinowski   | przyjmujący      |
| 11                    | Kacper Leracz       | przyjmujący      |
| 13                    | Tomasz Pizuński     | przyjmujący      |
| 14                    | Marcin Krawiecki    | rozgrywający     |
| 17                    | Mateusz Linda       | atakujący        |
| 18                    | Patryk Ligocki      | libero           |
| 22                    | Bartosz Bućko       | przyjmujący      |
| 55                    | Marcin Iglewski     | atakujący        |
| 99                    | Grzegorz Jacznik    | rozgrywający     |
| Trener: Marian Kardas |                     |                  |

| Lechia Tomaszów Mazowiecki | Lechia Tomaszów Mazowiecki | Lechia Tomaszów Mazowiecki |
| Numer                      | Imię i nazwisko            | Pozycja                    |
| -------------------------- | -------------------------- | -------------------------- |
| 1                          | Wiktor Rajsner             | środkowy                   |
| 2                          | Jakub Kubacki              | libero                     |
| 5                          | Sebastian Kostrubski       | atakujący                  |
| 6                          | Bartłomiej Neroj           | rozgrywający               |
| 7                          | Michał Błoński             | przyjmujący                |
| 8                          | Bartosz Zieliński          | libero                     |
| 10                         | Marcel Hendzelewski        | przyjmujący                |
| 13                         | Dominik Żukowski           | rozgrywający               |
| 15                         | Bartłomiej Janus           | środkowy                   |
| 16                         | Adam Miniak                | środkowy                   |
| 17                         | Adam Kącki                 | przyjmujący                |
| 18                         | Dawid Sokołowski           | przyjmujący                |
| 66                         | Mateusz Piotrowski         | atakujący                  |
| 99                         | Filip Roque De Oliveira    | atakujący                  |
| Trener: Bartłomiej Rebzda  |                            |                            |

| LUK Politechnika Lublin                                       | LUK Politechnika Lublin | LUK Politechnika Lublin |
| Numer                                                         | Imię i nazwisko         | Pozycja                 |
| ------------------------------------------------------------- | ----------------------- | ----------------------- |
| 1                                                             | Kamil Durski            | rozgrywający            |
| 3                                                             | Rafał Cabaj             | libero                  |
| 5                                                             | Kamil Szaniawski        | środkowy                |
| 6                                                             | Szymon Seliga           | przyjmujący             |
| 7                                                             | Jakub Wachnik           | przyjmujący             |
| 8                                                             | Pawel Rusin             | przyjmujący             |
| 9                                                             | Jakub Ziobrowski        | atakujący               |
| 10                                                            | Szymon Romać            | atakujący               |
| 11                                                            | Wojciech Sobala         | środkowy                |
| 13                                                            | Radosław Sterna         | środkowy                |
| 14                                                            | Grzegorz Pająk          | rozgrywający            |
| 16                                                            | Konrad Stajer           | środkowy                |
| 17                                                            | Neven Majstorović       | libero                  |
| 24                                                            | David Mehić             | przyjmujący             |
| 42                                                            | Jędrzej Goss            | atakujący               |
| 92                                                            | Jakub Peszko            | przyjmujący             |
| I trener: Dariusz Daszkiewicz II trener: Maciej Kołodziejczyk |                         |                         |

| MCKiS Jaworzno                                   | MCKiS Jaworzno       | MCKiS Jaworzno |
| Numer                                            | Imię i nazwisko      | Pozycja        |
| ------------------------------------------------ | -------------------- | -------------- |
| 1                                                | Oskar Wojtaszkiewicz | rozgrywający   |
| 2                                                | Karol Borończyk      | atakujący      |
| 5                                                | Jakub Grzegolec      | przyjmujący    |
| 6                                                | Tomasz Polczyk       | przyjmujący    |
| 7                                                | Paweł Żeliński       | środkowy       |
| 9                                                | Krzysztof Bieńkowski | rozgrywający   |
| 10                                               | Jakub Janicki        | libero         |
| 11                                               | Jan Siemiątkowski    | atakujący      |
| 13                                               | Kacper Ledwoń        | libero         |
| 15                                               | Mateusz Pietras      | środkowy       |
| 16                                               | Jędrzej Kaźmierczak  | środkowy       |
| 17                                               | Wojciech Szwed       | przyjmujący    |
| 93                                               | Maciej Polański      | środkowy       |
| 96                                               | Krzysztof Gulak      | przyjmujący    |
| I trener: Dariusz Parkitny II trener: Jacek Sowa |                      |                |

| Mickiewicz Kluczbork                            | Mickiewicz Kluczbork | Mickiewicz Kluczbork |
| Numer                                           | Imię i nazwisko      | Pozycja              |
| ----------------------------------------------- | -------------------- | -------------------- |
| 1                                               | Filip Frankowski     | przyjmujący          |
| 2                                               | Jakub Lewandowski    | środkowy             |
| 3                                               | Dawid Bułkowski      | przyjmujący          |
| 5                                               | Michał Szmajduch     | przyjmujący          |
| 7                                               | Marcin Jaskuła       | libero               |
| 8                                               | Konrad Mucha         | środkowy             |
| 9                                               | Jakub Durski         | rozgrywający         |
| 11                                              | Filip Biegun         | przyjmujący          |
| 13                                              | Przemysław Toma      | środkowy             |
| 16                                              | Łukasz Owczarz       | atakujący            |
| 17                                              | Konrad Jantos        | środkowy             |
| 19                                              | Michał Łysiak        | libero               |
| 32                                              | Łukasz Szablewski    | rozgrywający         |
| 77                                              | Kajetan Kulik        | atakujący            |
| 88                                              | Łukasz Sternik       | rozgrywający         |
| I trener: Mariusz Łysiak II trener: Dawid Obłąk |                      |                      |

| Olimpia Sulęcin                                     | Olimpia Sulęcin      | Olimpia Sulęcin |
| Numer                                               | Imię i nazwisko      | Pozycja         |
| --------------------------------------------------- | -------------------- | --------------- |
| 1                                                   | Mateusz Sawerwain    | libero          |
| 3                                                   | Maciej Kordysz       | przyjmujący     |
| 6                                                   | Łukasz Rymarski      | środkowy        |
| 7                                                   | Bartłomiej Wójcik    | środkowy        |
| 9                                                   | Mateusz Paszkowski   | przyjmujący     |
| 10                                                  | Bogdan Jurant        | atakujący       |
| 11                                                  | Jan Tomczak          | rozgrywający    |
| 12                                                  | Grzegorz Turek       | atakujący       |
| 13                                                  | Maciej Sas           | libero          |
| 15                                                  | Rafał Maluchnik      | rozgrywający    |
| 16                                                  | Dawid Siwczyk        | środkowy        |
| 20                                                  | Szymon Trojański     | przyjmujący     |
| 23                                                  | Patryk Cichosz-Dzyga | środkowy        |
| 24                                                  | Łukasz Zimoń         | środkowy        |
| I trener: Tomasz Kowalski II trener: Damian Sławiak |                      |                 |

| Polski Cukier Avia Świdnik   | Polski Cukier Avia Świdnik | Polski Cukier Avia Świdnik |
| Numer                        | Imię i nazwisko            | Pozycja                    |
| ---------------------------- | -------------------------- | -------------------------- |
| 1                            | Damian Boruch              | środkowy                   |
| 2                            | Jakub Guz                  | przyjmujący                |
| 3                            | Wiktor Nowak               | rozgrywający               |
| 4                            | Konrad Machowicz           | środkowy                   |
| 5                            | Łukasz Walawender          | rozgrywający               |
| 6                            | Marcin Kurek               | przyjmujący                |
| 8                            | Rafał Obermeler            | środkowy                   |
| 9                            | Artur Sługocki             | przyjmujący                |
| 10                           | Mateusz Rećko              | atakujący                  |
| 11                           | Bartomiej Żywno            | atakujący                  |
| 13                           | Łukasz Swodczyk            | środkowy                   |
| 14                           | Karol Rawiak               | przyjmujący                |
| 18                           | Dariusz Bonisławski        | libero                     |
| 22                           | Tomasz Kuś                 | libero                     |
| I trener: Witold Chwastyniak |                            |                            |

| ZAKSA Strzelce Opolskie                                | ZAKSA Strzelce Opolskie | ZAKSA Strzelce Opolskie |
| Numer                                                  | Imię i nazwisko         | Pozycja                 |
| ------------------------------------------------------ | ----------------------- | ----------------------- |
| 1                                                      | Wiktor Klęk             | atakujący               |
| 5                                                      | Mateusz Maciejewicz     | rozgrywający            |
| 7                                                      | Maciej Wóz              | środkowy                |
| 8                                                      | Damian Pilichowski      | libero                  |
| 9                                                      | Ernest Kaciczak         | przyjmujący             |
| 10                                                     | Markus Kosian           | środkowy                |
| 11                                                     | Dawid Biesek            | przyjmujący             |
| 12                                                     | Krzysztof Zapłacki      | przyjmujący             |
| 14                                                     | Grzegorz Wójtowicz      | przyjmujący             |
| 15                                                     | Michał Szczechowicz     | rozgrywający            |
| 16                                                     | Patryk Giża             | środkowy                |
| 17                                                     | Rafał Prokopczuk        | rozgrywający            |
| 18                                                     | Jan Pogłodziński        | libero                  |
| 19                                                     | Filip Grygiel           | atakujący               |
| 71                                                     | Korneliusz Banach       | libero                  |
| 88                                                     | Dominik Kramczyński     | środkowy                |
| I trener: Roland Dembończyk II trener: Szymon Szlendak |                         |                         |

## Hale sportowe[3]
| Klub                             | Hala sportowa                                                                      | Liczba miejsc |
| -------------------------------- | ---------------------------------------------------------------------------------- | ------------- |
| BBTS Bielsko-Biała               | Hala Pod Dębowcem                                                                  | 3009          |
| Luk Politechnika Lublin          | Hala sportowa MOSiR im. Zdzisława Niedzieli                                        | 900           |
| Krispol Września                 | Hala Sportowa przy Samorządowej Szkole Podstawowej nr 6                            | 700           |
| Gwardia Wrocław                  | Hala Orbita                                                                        | 3000          |
| Lechia Tomaszów Mazowiecki       | Arena Lodowa                                                                       | 11000         |
| UKS Mickiewicz Kluczbork         | Hala Ośrodka Sportu i Rekreacji                                                    | 500           |
| AZS AHG Kraków                   | Hala Sportowa Studium Wychowania Fizycznego i Sportu Akademii Górniczo - Hutniczej | 300           |
| MCKiS Jaworzno                   | Hala Widowiskowo – Sportowa Miejskiego Centrum Kultury i Sportu                    | 1300          |
| ZAKSA Strzelce Opolskie          | Hala Sportowa w Strzelcach Opolskich                                               | 684           |
| Exact Systems Norwid Częstochowa | Hala IX Liceum Ogólnokształcącego                                                  | 600           |
| KPS Siedlce                      | Hala sportowa Agencji Rozwoju Miasta Siedlce                                       | 440           |
| BKS Visła Bydgoszcz              | Hala Immobile Łuczniczka                                                           | 6082          |
| STS Olimpia Sulęcin              | Hala I Liceum Ogólnokształcącego                                                   | 300           |
| BAS Białystok                    | Hala przy Zespole Szkół Rolniczych                                                 | 700           |
| Avia Świdnik                     | Hala przy Szkole Podstawowej nr 7                                                  | 300           |